# Bryobia desertorum
Bryobia desertorum är en spindeldjursart som beskrevs av Hassan, Afifi och Nawar 1986. Bryobia desertorum ingår i släktet Bryobia och familjen Tetranychidae. Inga underarter finns listade.